# Plouzané
Plouzané är en kommun i departementet Finistère i regionen Bretagne i västra Frankrike. Kommunen ligger i kantonen Brest-Plouzané som tillhör arrondissementet Brest. År 2022 hade Plouzané 13 437 invånare.

## Befolkningsutveckling
Antalet invånare i kommunen Plouzané
Referens:INSEE